# 文煒楹
文煒楹（英語：Boon Wei Ying，1995年1月29日—），馬來西亞女子羽毛球運動員。她的弟弟文鑫源同為羽毛球運動員。

## 出生背景
文煒楹出生於馬來西亞馬六甲並就讀於育民小學，小時候的文煒楹就在自家門口開始學習羽毛球，後來由她的父親送往培訓。文煒楹也在小學三年級開始代表州隊參加羽毛球比賽。她曾在2005年代表學校參加馬六甲州比賽並奪得銀牌:59、且在2007年的全國青年錦標總決賽中奪得女雙季軍:60。直到她16歲時被診斷出耳朵神經線衰弱導致聽力衰退至少過50%。後來在友人的介紹下，她加入了馬來西亞聾人體育協會，並開始參與培訓和參加各項比賽。

## 職業生涯
2015年起，文煒楹首次參加的國際賽事是於台灣桃園市舉辦的亞太區聽障運動會的女單和混雙項目。她在女單上奪得銅牌；而混雙則是她與陳新富聯合拿下銀牌。隨後在2017年，文煒楹再與陳新富合作征戰在土耳其薩姆松舉辦的夏季聽障奧林匹克運動會的混合雙打項目，他們一路過關斬將並在準決賽中以直落兩局（21比16、23比21）力克中國組合丁奕博/張恆艷闖進決賽。在決賽中，他們以0比2不敵俄羅斯組合落敗，首次征戰便以銀牌收官。
2019年，文煒楹首次出戰台灣台北市舉辦的世界聽障羽毛球錦標賽女子單打項目，她在準決賽中以兩局不敵地主選手沈彥汝，奪得季軍。2022年，文煒楹再出戰夏季聽障奧林匹克運動會，她在本屆聽奧會共出戰三項項目並各有收穫。她先是在女子單打項目中奪下銅牌、接著在混合雙打項目與張森強搭檔拿下銀牌。最後在女子雙打項目上與胡祖童合力以2比1擊退賽會頭號種子、中華台北的范榮玉/沈彥汝組合，拿下馬來西亞時隔22年的聽奧會羽毛球金牌。
2023年，文煒楹與胡祖童再合作出戰世界聽障羽毛球錦標賽女子雙打項目。她們一路闖進決賽，最後以1比2（19比21、22比20、14比21）不敵印度組合，屈居亞軍。

## 主要比賽成績
| 年份   | 賽事                             | 項目     | 搭檔   | 成績 |
| ------ | -------------------------------- | -------- | ------ | ---- |
| 2015年 | 亞太聽障運動會羽毛球比賽         | 女子單打 | －     | 銅牌 |
| 2015年 | 亞太聽障運動會羽毛球比賽         | 混合雙打 | 陳新富 | 銀牌 |
| 2017年 | 夏季聽障奧林匹克運動會羽毛球比賽 | 混合雙打 | 陳新富 | 銀牌 |
| 2019年 | 世界聽障羽毛球錦標賽             | 女子單打 | －     | 季軍 |
| 2022年 | 夏季聽障奧林匹克運動會羽毛球比賽 | 女子單打 | －     | 銅牌 |
| 2022年 | 夏季聽障奧林匹克運動會羽毛球比賽 | 女子雙打 | 胡祖童 | 金牌 |
| 2022年 | 夏季聽障奧林匹克運動會羽毛球比賽 | 混合雙打 | 張森強 | 銀牌 |
| 2023年 | 世界聽障羽毛球錦標賽             | 女子雙打 | 胡祖童 | 亞軍 |